# Syzygium albiflorum
Syzygium albiflorum är en myrtenväxtart som först beskrevs av John Firminger Duthie och Wilhelm Sulpiz Kurz, och fick sitt nu gällande namn av Kunwar Naresh Bahadur och R.C.Gaur. Syzygium albiflorum ingår i släktet Syzygium och familjen myrtenväxter. Inga underarter finns listade i Catalogue of Life.